# Гефлін (Алабама)
Гефлін (англ. Heflin) — місто (англ. city) в США, в окрузі Клеберн штату Алабама. Населення — 3431 особа (2020).

## Географія

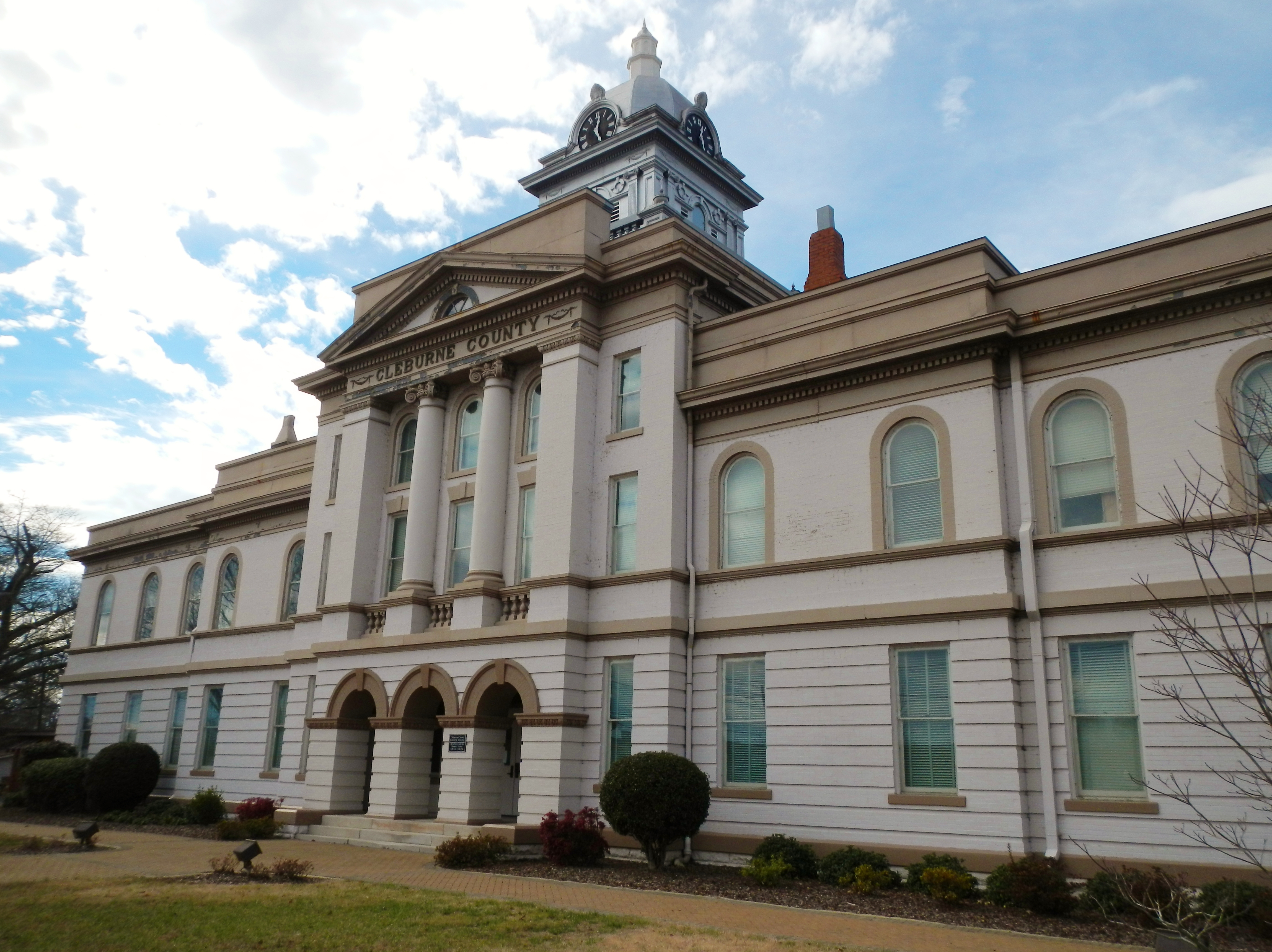
Будівля окружного суду в Гефліні

Гефлін розташований за координатами 33°38′51″ пн. ш. 85°34′10″ зх. д. / 33.64750° пн. ш. 85.56944° зх. д. (33.647400, -85.569339).  За даними Бюро перепису населення США в 2010 році місто мало площу 42,03 км², з яких 41,57 км² — суходіл та 0,46 км² — водойми.

### Клімат
| Клімат : Гефлін         | Клімат : Гефлін | Клімат : Гефлін | Клімат : Гефлін | Клімат : Гефлін | Клімат : Гефлін | Клімат : Гефлін | Клімат : Гефлін | Клімат : Гефлін | Клімат : Гефлін | Клімат : Гефлін | Клімат : Гефлін | Клімат : Гефлін | Клімат : Гефлін |
| Показник                | Січ.            | Лют.            | Бер.            | Квіт.           | Трав.           | Черв.           | Лип.            | Серп.           | Вер.            | Жовт.           | Лист.           | Груд.           | Рік             |
| Абсолютний максимум, °C | 25,6            | 27,2            | 30,6            | 32,2            | 36,7            | 41,1            | 41,7            | 40,6            | 37,8            | 32,8            | 30,6            | 25,6            | 41,7            |
| Середній максимум, °C   | 11,3            | 13,7            | 18,5            | 22,7            | 26,4            | 29,9            | 31,6            | 31,3            | 28,4            | 23,3            | 17,9            | 12,5            | 22,3            |
| Середній мінімум, °C    | −1,4            | 0,3             | 3,9             | 7,6             | 13,0            | 17,4            | 19,7            | 19,3            | 15,4            | 8,7             | 3,8             | −0,2            | 9,0             |
| Абсолютний мінімум, °C  | −20             | −17,2           | −13,3           | −5,6            | −1,1            | 3,3             | 8,3             | 9,4             | −1,7            | −6,1            | −12,2           | −17,8           | −20             |
| Норма опадів, мм        | 129             | 146             | 135             | 112             | 126             | 109             | 140             | 90              | 83              | 88              | 120             | 120             | 1398            |
| Днів з опадами          | 12              | 11              | 10              | 10              | 9               | 10              | 12              | 9               | 8               | 8               | 10              | 12              | 121,0           |
| ----------------------- | --------------- | --------------- | --------------- | --------------- | --------------- | --------------- | --------------- | --------------- | --------------- | --------------- | --------------- | --------------- | --------------- |
| Джерело:                |                 |                 |                 |                 |                 |                 |                 |                 |                 |                 |                 |                 |                 |

## Демографія
Згідно з переписом 2010 року, у місті мешкало 3480 осіб у 1384 домогосподарствах у складі 925 родин. Густота населення становила 83 особи/км².  Було 1531 помешкання (36/км²).
Расовий склад населення:
| - 87,3 % — білих - 9,4 % — чорних або афроамериканців - 0,5 % — корінних американців - 0,1 % — вихідців з тихоокеанських островів - 0,1 % — азіатів - 1,0 % — осіб інших рас |

До двох чи більше рас належало 1,6 %. Частка іспаномовних становила 2,4 % від усіх жителів.
За віковим діапазоном населення розподілялося таким чином: 22,6 % — особи молодші 18 років, 59,6 % — особи у віці 18—64 років, 17,8 % — особи у віці 65 років та старші. Медіана віку мешканця становила 40,5 року. На 100 осіб жіночої статі у місті припадало 90,5 чоловіків;  на 100 жінок у віці від 18 років та старших — 87,7 чоловіків також старших 18 років.
Середній дохід на одне домашнє господарство  становив 40 704 долари США (медіана — 25 823), а середній дохід на одну сім'ю — 52 712 долари (медіана — 34 256). Медіана доходів становила 34 103 долари для чоловіків та 30 652 долари для жінок. За межею бідності перебувало 22,6 % осіб, у тому числі 36,0 % дітей у віці до 18 років та 16,3 % осіб у віці 65 років та старших.
Цивільне працевлаштоване населення становило 1117 осіб. Основні галузі зайнятості: освіта, охорона здоров'я та соціальна допомога — 24,6 %, роздрібна торгівля — 16,7 %, виробництво — 15,5 %.

## Заклади
У 2007 році в місті відкрився Центр мистецтв, у якому діють школи балету, фортепіано, гітари, скрипки, танців.
В Гефліні діє аматорський театр, який отримав визнання на регіональному рівні.
Гефлінські парки і зони відпочинку відділ дають широкий спектр спортивних можливостей для дітей різного віку, щоб займатися бейсболом, американським футболом, софтболом, волейболом, тенісом і футболом. Гефлін був названий «Спортивним містом штату Алабама" в 2003 році.